# Заповедь женщины
«Заповедь женщины», также «Сутра женщины» (яп. 女経 дзёкё:,  англ. A Woman’s Testament / The Young Hurricane) — японский киноальманах из трёх новелл, созданных выдающимися кинорежиссёрами Ясудзо Масумурой, Коном Итикавой и Кодзабуро Ёсимурой в 1959 году (выпуск на экран — 1960). Все новеллы сняты по произведениям Сёфу Муромацу.

## Сюжет
Новелла 1: Женщина, которая любила укусить за ушко (яп. 耳を噛みたがる女: мими о ками та гару онна, режиссёр Ясудзо Масумура)
Очаровательная Кими умеет ловко выманивать деньги из мужчин, при этом не с кем из них не вступая в сексуальные отношения. Все эти деньги она вкладывает в акции Дайто, потому что ей нравится Масами, сын хозяина этой компании. Однако, хотя Масами будет первым, с кем она позволит себе переспать, тем не менее, на его предложение о браке она ответит отказом, запросив с него лишь деньги за проведённую ночь.
Новелла 2: Женщина, которая умеет продать дорого (яп. 物を高く売りつける女: моно о такаку урицукэру онна, режиссёр Кон Итикава)
Известный писатель Ясуси Михара встречает на берегу моря таинственную незнакомку, сжигавшую письма мужа. Женщина приводит его в свой дом — готовит ему ванну, окружает своими чарами… и признается, что её дом, увы, будет продан за шесть миллионов иен. Михара вызывается сам купить дом и на следующий день приносит аванс. Вернувшись через несколько дней с остатком суммы, он обнаруживает дверь запертой, а к ней прикреплено письмо: «Риэлтерская компания „Оиси“ оформит сделку. Цумэко». В этом самый момент Цумэко, «таинственная» женщина, оформляет в Токио контракт между Михарой и владельцем дома и получает комиссионные, пятьдесят тысяч иен.
Однако, Михару не так-то просто обмануть. Он всё же разыщет Цумэко и их роман будет иметь своё продолжение…
Новелла 3: Женщина, которая забыла о любви (яп. 恋を忘れていた女: кой о васурэ тэ и та онна, режиссёр Кодзабуро Ёсимура)
У Омицу, владелицы гостиницы в Киото, неплохо налажен туристический бизнес. В её гостинице останавливаются группы школьников со всей страны. Один из школьников попал под машину и когда мальчику срочно понадобилась кровь, Омицу без раздумий дала свою. К ней наведывается бывший любовник Канэмицу и просит одолжить ему денег, чтобы начать новое дело. Но Омицу не успевает дать ему денег, так как внезапно нагрянувшие полицейские арестовывают Канэмицу, находившегося в розыске за какие-то махинации. Пришедшей к ней за деньгами, необходимыми на свадьбу золовке, Омицу поначалу отказывает, а затем обдумав свою жизнь в одиночестве, добреет и даёт деньги, признавшись при этом, что и сама она подумывает о своём личном счастье, хоть и возлюбленный её сейчас в тюрьме.

## В ролях
Новелла 1: Женщина, которая любила укусить за ушко
- Аяко Вакао — Кими
- Ацуми Хиракура — Кацуё
- Тиэко Мурата — Отацу
- Хироси Кавагути — Масами Табата
- Дзиро Тамия — Харумото
- Сатико Хидари — Сацуки

Новелла 2: Женщина, которая умеет продать дорого
- Фудзико Ямамото — Цунэко
- Эйдзи Фунакоси — Ясуси
- Хитоми Нодзоэ — девушка
- Кэндзи Сугавара — Оиси

Новелла 3: Женщина, которая забыла о любви
- Матико Кё — Омицу
- Гандзиро Накамура — Госукэ
- Дзюнко Кано — Юмико
- Хикару Хоси — Сёхэй
- Дзюн Нэгиси — Канэмицу
- Кумэко Урабэ — Осуги

## Премьеры
— национальная премьера фильма состоялась 14 января 1960 года.
 — европейская премьера фильма состоялась в июне 1960 года в рамках конкурсного показа на 10-м МКФ в Западном Берлине.
 — фильм был впервые показан в России 2 октября 2009 года в Центральном доме художника (Москва, Крымский вал, 10) в рамках ретроспективы фильмов Кона Итикавы, организованной Японским фондом, Посольством Японии в России и Музеем кино.

## Награды и номинации
Х международный кинофестиваль в Западном Берлине (1960)
- Номинация на Главный приз фестиваля «Золотой медведь».

Премия журнала «Кинэма Дзюмпо» (1961)
- Премия лучшей актрисе 1960 года — Фудзико Ямамото (за две роли: в фильме «Сумеречная история» (режиссёр Сиро Тоёда) и в новелле «Женщина, которая умеет продать дорого» в киноальманахе «Заповедь женщины»
- Номинация в категории «Лучший фильм года» (по результатам голосования занял лишь 25-е место).

Кинопремия «Майнити» (1961)
- Премия за лучшую режиссуру — Кон Итикава (за две работы 1960 года: «Младший брат» и новелла «Женщина, которая умеет продать дорого» в киноальманахе «Заповедь женщины».